# Leptodiaptomus siciloides
Leptodiaptomus siciloides är en kräftdjursart som först beskrevs av Lilljeborg in Guerne och Richard 1889.  Leptodiaptomus siciloides ingår i släktet Leptodiaptomus och familjen Diaptomidae. Inga underarter finns listade i Catalogue of Life.